# Lúč na Ostrove
Lúč na Ostrove (ungarisch Lúcs) ist eine Gemeinde im Südwesten der Slowakei mit 733 Einwohnern (Stand 31. Dezember 2024). Sie gehört zum Okres Dunajská Streda, einem Teil des Trnavský kraj.

## Geographie
Die Gemeinde befindet sich im Mittelteil der Großen Schüttinsel, einem Teil des slowakischen Donautieflands. Das Ortszentrum liegt auf einer Höhe von 118 m n.m. und ist acht Kilometer von Dunajská Streda entfernt.
Nachbargemeinden sind Vieska im Norden, Kráľovičove Kračany im Osten, Jurová im Süden und Holice im Westen.

## Geschichte
Die heutige Gemeinde entstand 1960 durch Zusammenschluss der bis dahin selbständigen Orte Malá Lúč (ungarisch Kislúcs) und Veľká Lúč (ungarisch Nagylúcs).
Der Ort wurde zum ersten Mal 1248 in einer Urkunde des Pressburger Gespans Dénes als Luche schriftlich erwähnt. 1295 kam es zur Teilung in vier selbständige Teilorte, namentlich als Byke Luche, Chugud Luche, Superior Luche und Zylos Luche bekannt.
Das später als Nagylúcs bekannte Dorf gehörte zuerst der Familie Dóczy, danach verschiedenen Angehörigen des niederen Adels, im Jahr 1553 den Familien Lipcsey und Pálffy, die sechs beziehungsweise neun Porta besaßen. Im 17. Jahrhundert hatte die Familie Aranyossy größere Güter, danach war der Besitz mehr verteilt. 1828 zählte man 46 Häuser und 334 Einwohner, deren Haupteinnahmequelle Landwirtschaft war.
Der zweite heutige Ortsteil, Kislúcs, gehörte hingegen zum Herrschaftsgut von Gelle, dem heutigen Holice. Im 18. und 19. Jahrhundert war das Geschlecht Pálffy größter Gutsbesitzer im Dorf. 1828 zählte man 25 Häuser und 185 Einwohner, ebenfalls vorrangig in der Landwirtschaft beschäftigt.
Bis 1919 gehörten die im Komitat Pressburg liegende Orte zum Königreich Ungarn und kamen danach zur Tschechoslowakei beziehungsweise heute Slowakei. 1938–45 lagen sie aufgrund des Ersten Wiener Schiedsspruchs noch einmal in Ungarn.

## Bevölkerung
| Jahr                | 1994 | 2004    | 2014    | 2024    |
| ------------------- | ---- | ------- | ------- | ------- |
| Anzahl der Personen | 723  | 755     | 722     | 733     |
| Unterschied         |      | +4,42 % | −4,37 % | +1,52 % |

| Jahr                | 2023 | 2024    |
| ------------------- | ---- | ------- |
| Anzahl der Personen | 713  | 733     |
| Unterschied         |      | +2,80 % |

Nach der Volkszählung 2011 wohnten in Lúč na Ostrove 765 Einwohner, davon 681 Magyaren und 79 Slowaken. Ein Einwohner gab eine andere Ethnie an und vier Einwohner machten keine Angabe. 700 Einwohner bekannten sich zur römisch-katholischen Kirche, 15 Einwohner zur reformierten Kirche, zwei Einwohner zur Evangelischen Kirche A. B. und ein Einwohner zur griechisch-katholischen Kirche; vier Einwohner bekannten sich zu einer anderen Konfession. 38 Einwohner waren konfessionslos und bei fünf Einwohnern wurde die Konfession nicht ermittelt.

## Bauwerke
- Landschloss aus dem 17. Jahrhundert im Ortsteil Malá Lúč; eine Hälfte ist noch im Renaissancestil gestaltet, während der andere Teil 1833 klassizistisch gestaltet wurde. Heute ist im Gebäude eine Arbeitsstelle des Kreisarchivamtes untergebracht.
- Landschloss im spätklassizistischen Stil aus dem Anfang des 19. Jahrhunderts im Ortsteil Veľká Lúč. An das Schloss ist ein kleiner Park angeschlossen.
- Kapelle im klassizistischen Stil aus dem späten 19. Jahrhundert